# Rośliny ozime
Rośliny ozime, oziminy – uprawne rośliny jednoroczne, które do przejścia całego cyklu rozwojowego potrzebują okresu niskich temperatur (jarowizacji), występujących zimą. Wysiane wiosną nie wytwarzają pąków kwiatowych i nie owocują. Owoce dają za to w maju i sierpniu, czasem w grudniu. Mogą rozwijać się korzystając z wody po stopionym śniegu, dzięki czemu uzyskiwane są większe plony.

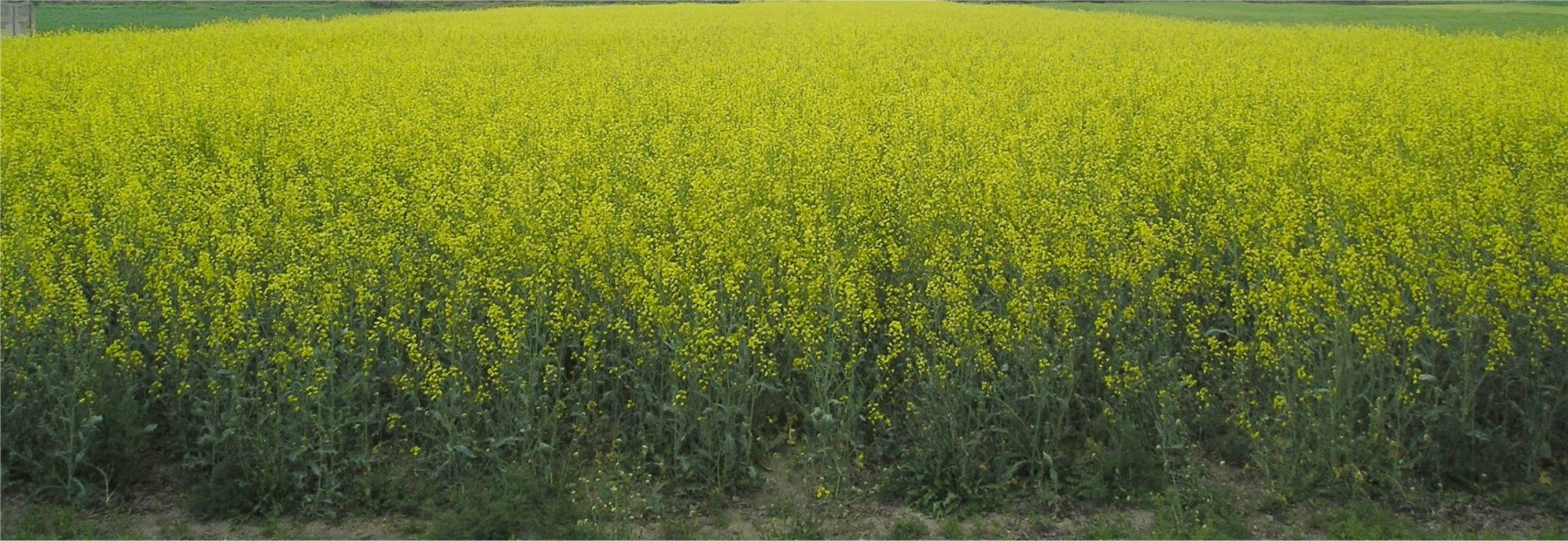
Kwitnący łan rzepaku ozimego

Oziminy wysiewane jesienią, rozpoczynają wegetację przed zimą. Zimują pod pokrywą śnieżną, ale nie pod lodem. Brak śniegu zimą może prowadzić do uszkodzenia młodych roślin. Zbyt wysokie temperatury zimą prowadzą do przedwczesnego wzrostu roślin.
Do roślin ozimych należą m.in.:
- jęczmień – odmiany ozime
- pszenica – odmiany ozime
- pszenżyto – odmiany ozime
- rzepak – odmiany ozime
- rzepik – odmiany ozime
- żyto – odmiany ozime
- wyka ozima

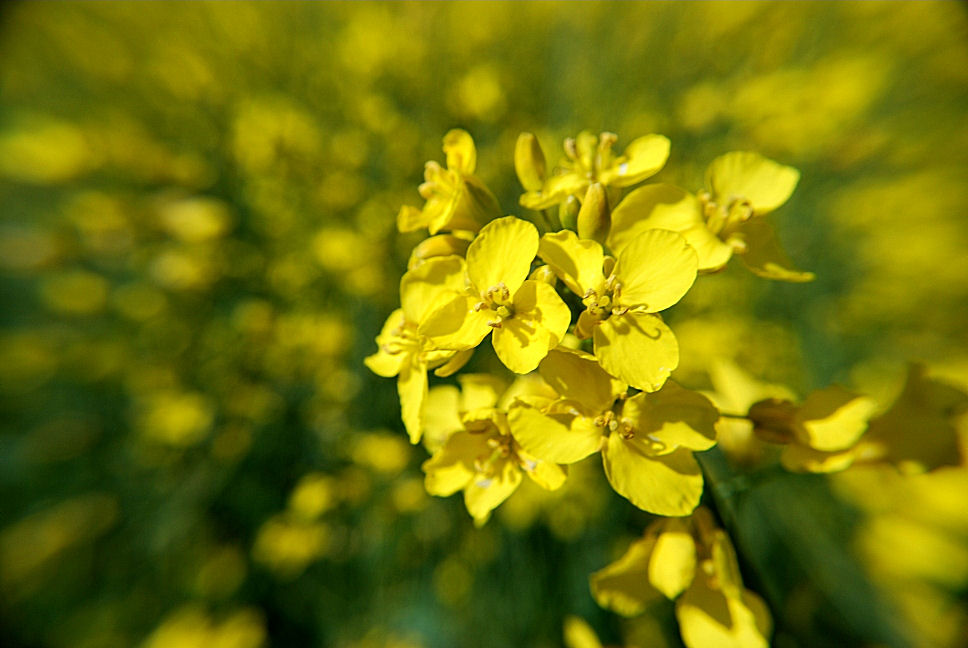
Kwiat rzepaku

Niektóre rośliny dwuletnie mogą być uprawiane na nasiona jako rośliny ozime. Przykładowo w klimacie trochę cieplejszym od polskiego uprawia się buraki na nasiona wysiewając je późną jesienią, zbioru dokonuje się następnej jesieni.